# تل حاج ابول
تل حاج ابول مربوط به دوران‌های تاریخی پس از اسلام - سدهٔ ۶–۵ ه‍.ق است و در شهرستان بهبهان، بخش مرکزی، دهستان حومه، ۲ کیلومتری جنوبی غربی منصوریه واقع شده و این اثر در تاریخ ۱ مرداد ۱۳۸۶ با شمارهٔ ثبت ۱۹۲۵۷ به‌عنوان یکی از آثار ملی ایران به ثبت رسیده است.